# Ferrero Rocher
Ferrero Rocher je kuglasta čokoladna poslastica tvrtke Ferrero SpA.
Sastoji se od cijeloga pečenoga lješnjaka uklopljenog u tanku ljusku od vafla, koja je još iznutra ispunjena nutella/lješnjakovom kremom. Ljuska je izvana prekrivena mliječnom čokoladom u kojoj se nalaze komadići lješnjaka. Svaka kuglica se posebno zamata u papir zlatne boje i sadrži 73 1/3 kaloriju, te 5,3 g masnoća.

## Sastojci
Čokolada se sastoji od cijelog prženog lješnjaka umotanog u tanku ljusku oblatne napunjenu čokoladom od lješnjaka i prekrivenu mliječnom čokoladom i sjeckanim lješnjacima. Njegovi sastojci su mliječna čokolada, šećer, kakao maslac, kakao masa, obrano mlijeko u prahu, maslac, lecitin kao emulgator (soja), vanilin (umjetni okus), lješnjaci, palmino ulje, pšenično brašno, sirutka (mlijeko), kakao u prahu, natrijev bikarbonat (sredstvo za kvašenje) i sol.

## Proizvodnja
Proces proizvodnje je tajni, u proizvodnim pogonima nisu dopušteni pametni telefoni ili prijenosnici. Od 2015. godine malo je novinara ikad pozvano u posjet. Od 2015. godine proizvodnja u tvornici Alba iznosi ukupno 24 milijuna Ferrero Rochera dnevno.
Slatko proizvode strojevi. Proces započinje ravnim listovima oblatne s polutkama koje se kreću niz pokretnu traku. Zatim se hemisfere napolitanki pune čokoladnom kremom od lješnjaka i dijelom lješnjaka. Dalje, dva od ovih listova oblatni, jedan s lješnjakom, a drugi s kremom od lješnjaka s čokoladom, stežu se zajedno. Prekomjerni oblatni se odsijeca dajući kuglice oblatne.